# Дзенсон ди Пиаве
Дзенсо̀н ди Пиа̀ве (на италиански: Zenson di Piave; на венециански: Zenson, Зенсон) е село и община в Северна Италия, провинция Тревизо, регион Венето. Разположено е на 7 m надморска височина. Населението на общината е 1825 души (към 2014 г.).